# Krzysztof Majkowski (polityk)
Krzysztof Majkowski (ur. 1 kwietnia 1957 w Nidzicy) – polski polityk, z zawodu energetyk, senator VII kadencji.

## Życiorys
W 2006 ukończył studia zawodowe w zakresie ochrony środowiska na Wydziale Nauk Przyrodniczych Wszechnicy Mazurskiej w Olecku. Od 1978 zatrudniony w elektrowni w Ostrołęce, m.in. jako kierownik wydziału w Zespole Elektrowni Ostrołęka. W 2002 (z rekomendacji Platformy Obywatelskiej) i w 2006 (z listy Prawa i Sprawiedliwości) uzyskiwał mandat radnego rady miasta Ostrołęki, był m.in. przewodniczącym tej rady.
W wyborach parlamentarnych w 2007 został wybrany senatorem z ramienia PiS w okręgu siedleckim, otrzymując 98 828 głosów. Zasiadał w Komisji Gospodarki Narodowej oraz Komisji Rolnictwa i Ochrony Środowiska. W 2011 nie ubiegał się o reelekcję.
Żonaty, ma troje dzieci.